# Carol Armstrongová
Carol Armstrongová (nepřechýleně Carol Armstrong; * 16. května 1955) je americká profesorka, historička umění, kritička umění a fotografka. Armstrongová učí a píše o francouzském umění 19. století, historii fotografie, historii a praxi umělecké kritiky, feministické teorii a ženách a genderové reprezentaci ve vizuální kultuře.

## Vzdělání
Armstrongová získala titul Ph.D. z katedry umění a archeologie Princetonské univerzity.

## Kariéra
Armstrongová učila na University of California, Berkeley, nejdříve na částečný úvazek a stálé místo profesorky získala v roce 1990.
Poté vyučovala na Graduate Center City University of New York. Vstoupila na fakultu na Princetonské univerzitě a v roce 1999 se stala profesorkou ženských studií Doris Stevens. Později byla v letech 2004 až 2007 ředitelkou programu pro studium žen a genderu.
Armstrongová v roce 2007 nastoupila na fakultu Yaleovy univerzity, kde je profesorkou dějin umění a ředitelkou vysokoškolského studia dějin umění. Na Yale je také přidružena k ženským, genderovým a sexuálním studiím, programu filmových a mediálních studií a francouzskému oddělení.
Armstrongová je kurátorkou výstav v Muzeu J. Paula Gettyho, v muzeu umění Princetonské univerzity, v The Drawing Center v New Yorku, v Yale Center for British Art a v Edgewood Gallery na Yale University School of Art.

## Ceny a vyznamenání
V roce 1994 jí bylo uděleno Guggenheimovo stipendium. Za knihu Odd Man Out: Readings of the Work and Reputation of Edgar Degas, kterou vydala University of Chicago Press, získala v roce 1993 knižní cenu Charlese Rufuse Moreye od College Arts Association.

## Vybrané publikace
- Odd Man Out: Readings of the Work and Reputation of Edgar Degas, The University of Chicago Press, 1991. CAA Charles Rufus Morey Book Award 1993.[7] Opětovně vydáno jako paperback pod Getty Research Center Publications v roce 2006.[8]
- Scenes in a Library: Reading the Photograph in the Book, 1843-1875, M.I.T. Press (October Books), podzim 1998.[9]
- A Degas sketchbook, J Paul Getty Museum Publications, 2000.[10]
- Manet Manette, Yale University Press (Londýn), 2002.[11]
- Ocean Flowers, The Drawing Center (New York) a Princeton University Press, Spring 2004, spolueditorka a přispěvatelka.
- Cézanne in the Studio: Still Life in Watercolors, The J. Paul Getty Museum, 2004.[12]
- Women Artists at the Millennium, spolueditorka a přispěvatelka, October Books, The MIT Press 2006.[13]
- Degas: A Strange New Beauty, spoluautorka, Moma, 2016.[14]
- Line Into Color, Color Into Line: Helen Frankenthaler, Paintings 1962-1987, přispěvatelka, Gagosian/Rizzoli, 2017.[15]

## Vybrané kurátorské projekty
- 2001 Camera Women, Muzeum umění Princetonské univerzity.[16]
- 2004 Ocean Flowers: Impressions from Nature, The Drawing Center (New York)[17] a Yale Center for British Art[18]
- 2004 Cézanne in the Studio: Still Life in Watercolors (Cézanne ve studiu: akvarelová zátiší), Muzeum J. Paula Gettyho.[12]
- 2013 Lunch with Olympia (Oběd s Olympií), spolukurátorka, Yale University School of Art’s Edgewood Gallery.[19][20][21]